# Victoria Beach (Nouvelle-Écosse)

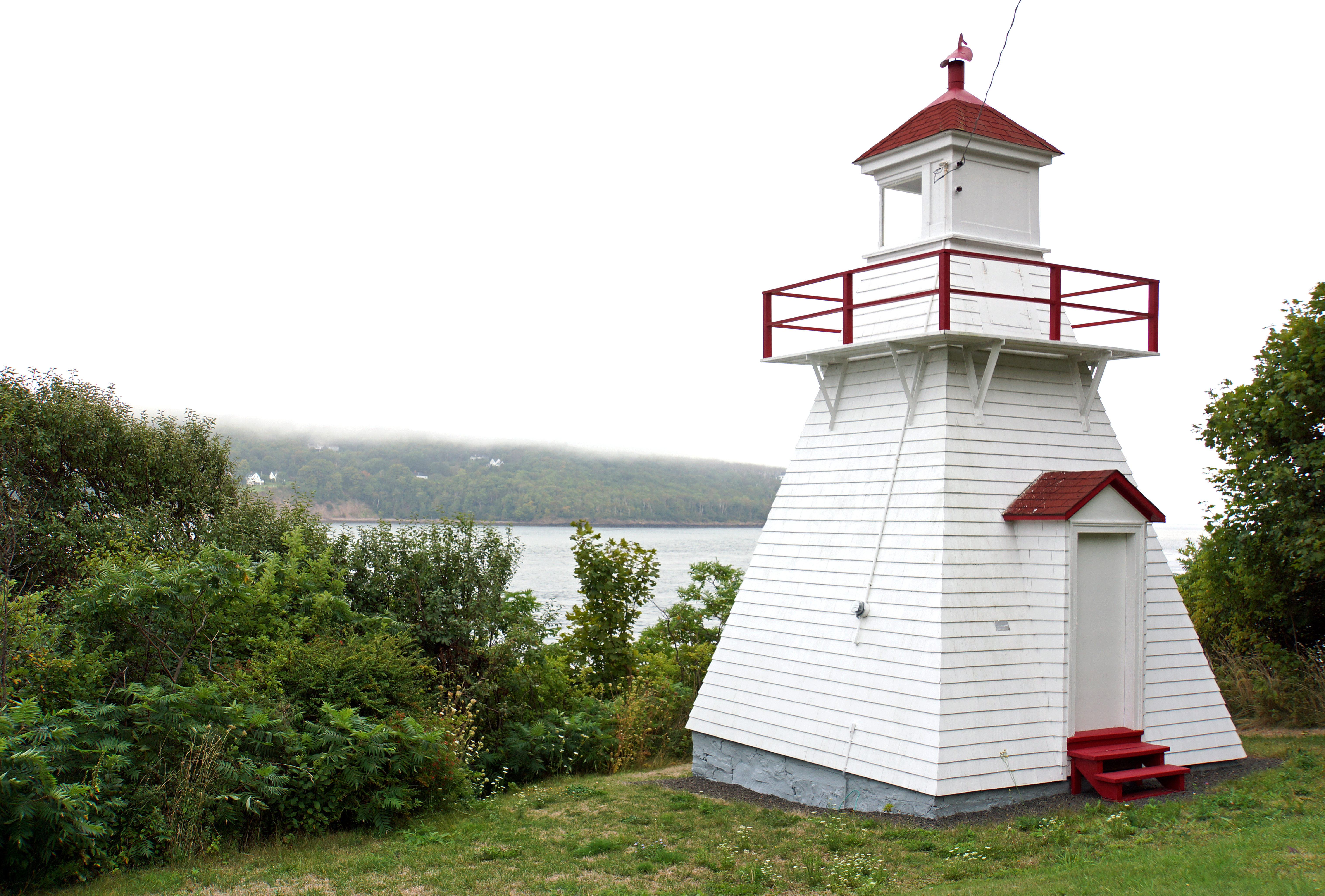
Photographie du Phare de Victoria Beach

Victoria Beach est une petite communauté de la province canadienne de la Nouvelle-Écosse, située dans le comté d'Annapolis. Il se trouve sur la rive de goulet de Digby, un étroit canal reliant la baie de Fundy au bassin d'Annapolis.  
En 1849, il s’agissait du terminus ouest du poney express de la Nouvelle-Écosse et une plaque fédérale commémorant sa présence dans la communauté. 
Le phare de Victoria Beach est une structure en bois de huit mètres de haut avec une lanterne octogonale en fer. Il a été construit en 1901. 
La région a été nommée « Andromeda » sur une carte de 1609 par Marc Lescarbot, il a renommée en l'honneur de la reine Victoria à suite de son jubilé d'argent en 1862,,.